# ...Tick ...Tick ...Tick
...Tick ...Tick ...Tick è un album di Steve Wynn, pubblicato il 10 ottobre 2005 dall'etichetta discografica Blue Rose Records.
Registrato a Tucson in Arizona, con i Miracle 3, rappresenta il terzo album della cosiddetta Desert Trilogy.
Chitarre ruvide, voce filtrata e assoli psichedelici caratterizzano il primo brano Wired, seguita dal rock strisciante di Cindy, It Was Always You e dalla semi ballad Freak Star.
Con Killing Me si va su sonorità care a Bo Diddley, The Deep End invece è una lunga ballata in classico stile Wynn, seguita dalle chitarre ultra distorte di Turning of the Tide e da un pezzo alla Tom Petty quale Bruises.
Your Secret è un midtempo cupo con in sottofondo degli assoli di chitarre leggermente distorte, Wild Mercury è un pezzo dove punk e psichedelia si alternano a fasi tranquille, mentre All the Squares Go Home è il pezzo più originale dell'album dove l'organo la fa da padrone. L'album si chiude con No Tomorrow, un pezzo diviso in due parti con sonorità che ricordano i The Dream Syndicate.

## Tracce
1. Wired – 2:01
2. Cindy, It Was Always You – 3:57
3. Freak Star – 4:39
4. Killing Me – 3:59
5. The Deep End – 7:28
6. Turning of the Tide – 3:43
7. Bruises – 3:20
8. Your Secret – 3:36
9. Wild Mercury – 3:02
10. All the Squares Go Home – 2:26
11. No Tomorrow – 8:05

## Formazione
- Steve Wynn (Voce, chitarra)
- Linda Pitmon (Batteria)
- Dave DeCastro (Basso)
- Jason Victor (Chitarra)